# 天龍無間道
《天龍無間道》，作者Jerry Kuo，全7話，將連柯口水戰，以政治幽默漫畫形式出現，2014年10月12日於臉書上發佈第1話作品，劇情豐富、幽默，人物描寫深刻。

## 故事大綱
將矚目的臺北市長選戰，比擬成「臺灣國小臺北班要選班長」，取材臺北市長選舉爭議、MG149案、1126槍擊事件、金衛醫療與康師傅TDR等時事，由「白目的力量」柯屁對決「家長會長之子」連公子。

## 角色
- 羅叔儡[6]
- 周芋扣[6]
- 宋杵魚[6][8]
- 連站，家長會長、連公子爸爸[8][9]
- 柯屁[1][10][11]
- 連公子[1][8][12][13][9]
- 馬校長[12][13][9]
- 魏硬沖，頂新補教集團老闆[14][13]
- 蔡症援[6][15][11][9]
- 歐八馬[9]
- 愛因失坦[9]

## 道具
- 次元刀[10]
- 養樂多[15]
- 竊聽器[9]
- 台灣中學校長玉璽[9]

## 作品
1. 第1話[16][1][6]
2. 第2話[17][8][18]
3. 第3話[19][12][20][14]
4. 第4話[21][13][22]
5. 第5話[23][10]
6. 第6話[24][15][25][9]
7. 第7話（完）[26][11][27][7]

## 版權所有
無，作者表示歡迎轉載。

## 相關題材
- 六都爭霸
- 馬皇降臨
- 台灣論
- 娃娃看天下